# Saint-Ouen-lès-Parey
Saint-Ouen-lès-Parey är en kommun i departementet Vosges i regionen Grand Est (tidigare regionen Lorraine) i nordöstra Frankrike. Kommunen ligger i kantonen Bulgnéville som tillhör arrondissementet Neufchâteau. År 2022 hade Saint-Ouen-lès-Parey 495 invånare.

## Befolkningsutveckling
Antalet invånare i kommunen Saint-Ouen-lès-Parey
| Referens: INSEE |